# Kelela
Kelela (амх.: ከለላ ሚዛነክርስቶስ; род. 4 июня 1983) — американская R&B-певица и автор песен. Она дебютировала в музыкальной индустрии, выпустив в 2013 году микстейп Cut 4 Me. В 2015 году она выпустила EP Hallucinogen, в котором рассказывается о начале, середине и конце отношений в обратном хронологическом порядке. Её дебютный студийный альбом Take Me Apart был выпущен в 2017 году и получил широкое одобрение критиков и в 2018 году включён в список 1001 Albums You Must Hear Before You Die.

## Биография
Американка эфиопского происхождения во втором поколении и единственный ребёнок, Келела родилась в Вашингтоне, округ Колумбия, 4 июня 1983 года. Настоящее имя Kelela Mizanekristos (амх. ከለላ ሚዛነክርስቶስ). Выросшая в Гайтерсбурге, штат Мэриленд, она научилась играть на скрипке в четвёртом классе и пела в школьном хоре. В 2001 году она окончила среднюю школу Магрудер. После перевода из колледжа Монтгомери в Американский университет Мизанекристос начала петь джазовые стандарты в кафе. В 2008 году она присоединилась к инди-группе Dizzy Spells и пела прогрессивный металл после знакомства с гитаристом-виртуозом Тосином Абаси, с которым позже встречалась. В 2010 году она переехала в Лос-Анджелес, где живёт в настоящее время, помимо Лондона.

## Дискография
Дискография Kelela включает, в том числе, следующие релизы:

### Студийные альбомы
- Take Me Apart (2017)
- Raven[5]

### Мини-альбомы
- Hallucinogen (2015)